# Above the Noise
Above the Noise —en español: Por encima del ruido— es el quinto álbum de estudio de la banda británica McFly publicado el 15 de noviembre de 2010. Su lanzamiento marca un cambio de sonido en la banda, así como el retorno a Island Records, sello discográfico bajo el que McFly publicó sus tres primeros álbumes. El disco consiguió alcanzar el puesto #15 y #20 en las listas españolas y británicas respectivamente, convirtiéndose en disco de plata por haber vendido más de 60 000 copias en el Reino Unido.

## Antecedentes y lanzamiento
Después del éxito que supuso Radio:ACTIVE, primer disco bajo su propio sello discográfico independiente, McFly volvió a Australia para componer y grabar las canciones que formarían su quinto álbum de estudio. Sin embargo, después de finalizar las grabaciones, la banda desechó la mayoría del nuevo material al considerar que «podría haber formado parte del anterior álbum» y que «no había sido un paso hacia delante en el sonido de la banda». Tan sólo dos de las nuevas canciones compuestas consiguieron pasar la criba para el nuevo disco.
A partir de este momento la banda anunció la vuelta a su anterior discográfica, firmando un nuevo contrato al 50% entre Universal/Island Records y Super Records. Con el objetivo de buscar nuevas ideas, McFly trabajó en Atlanta con el norteamericano Dallas Austin y con el británico Taio Cruz en Londres, productores con los que nunca había colaborado antes. Según palabras propias de la banda, el nuevo álbum había supuesto «un cambio de dirección» en el sonido de McFly, incluyendo toques más electrónicos y nuevas influencias como Prince, Pink o Michael Jackson.
El 13 de julio de 2010, los integrantes de McFly realizaron una rueda de prensa para presentar su nueva música, que fue descrita por Daily Star como de «pesados sintetizadores y ritmos sensuales». En ese mismo día se estrenaron pequeños trozos de «Party Girl», «Shine a Light», «Nowhere Left to Run» y «I'll Be Your Man», una balada. Otras canciones, como «Here Comes the Storm» y «Foolish», habían sido grabadas por la banda y circulaban filtradas por internet, pero tan sólo la segunda fue incluida en el disco. Tan solo dos días antes, Tom y Dougie habían confirmado en sus cuentas oficiales de Twitter que el primer sencillo del nuevo álbum se llamaría «Party Girl» y que saldría a la venta el 6 de septiembre. En la premiere del single en la radio In:Demand británica, la banda desveló que habían rodado un cortometraje de 30 minutos de duración de tema vampírico llamado, Nowhere Left to Run. Poco después también se anunció el lanzamiento de la revolucionaria nueva web de la banda, Super City, una comunidad social en la que los fanes tenían la posibilidad de interactuar con la banda, acceder a contenidos exclusivos, y descargarse el nuevo álbum dos semanas antes de su lanzamiento oficial en tiendas, pagando una subscripción de 6£ al mes o 35£ al año.

## Promoción

### Sencillos
- «Party Girl», fue lanzado en septiembre de 2010, y se estrenó en la sexta posición de la UK Singles Chart y en la #31 de la Irish Singles Chart.[32] Compuesta por la banda junto con Dallas Austin y producida por este último, el sencillo tiene estilo electrónico y su videoclip se divulgó el 19 de agosto de 2009.[33]
- «Shine a Light», fue el segundo single del álbum, publicado el 7 de noviembre en iTunes y al día siguiente como CD sencillo, alcanzó el puesto #4. Producido por Taio Cruz, su videoclip fue grabado el 21 de septiembre, con la participación de fanes de la banda, que siguieron pistas enviadas por los integrantes de la misma a través de Twitter para localizar el estudio de grabación.[34] El vídeo fue estrenado el 8 de octubre de 2010, con la participación de Taio Cruz.[35]
- «That's The Truth», último single del álbum, salió a la venta el 7 de marzo de 2011, no obstante, sólo llegó alcanzar el puesto #35, en parte debido a la poca promoción que se realizó ya que Dougie se encontraba en rehabilitación por depresión después de haber roto con su novia.[36][37]

### Gira
Ver: Above the Noise Tour 2011

## Recepción crítica
Entertainment-focus.com publicó una crítica diciendo que este era «el mejor disco publicado por McFly», calificándolo como «coherente» y destacando los temas «iF U C Kate» y «I'll Be Your Man» como los más fuertes. En The Scotsman, David Pollock declaró que el álbum era «sin duda la mejor grabación jamás realizada por la banda», pero también que «aún está dirigido directamente a aquellos que les gusta el pop suave y sin desafíos». David Smyth escribió en el periódico británico London Evening Standard que el cambio en el estilo de McFly «podría ser un riesgo, pero no con canciones como «End of the World» y «I Need a Woman». [...] 'If U C Kate' es una sonrisa radiante de canción que merece ser número uno por meses».
En la BBC, Iain Moffaft escribió que la banda «no está sólo de vuelta, sino que se ha garantizado un futuro», y OK! Magazine publicó que «[...] sería fácil acusarlos de dirigirse a lo popular para ganar más dinero, pero estamos felices, porque es la mejor cosa que han hecho», recomendando el tema «End of the World» como el mejor del disco. Jack Foley dijo en Indie London que Above the Noise fue «muy divertido de escuchar y uno de los mejores discos de pop que he escuchado este año» y que «muestra más ambición, creatividad y diversidad que todos los discos anteriores la banda juntos». Continuó diciendo que «tiene synth pop, referencias a los años 80, influencias de Prince y Michael Jackson, así como del pop rock que los ayudó a definir la banda que fueron en los últimos años - apenas con un guiño más maduro», pero que debía admitir que «líricamente es para aquellos menos exigentes, [...] sin embargo, es fácil olvidarse de esa transgresión».
Emma Dawson, de Music News Daily, calificó al álbum de «regular» y criticó el uso del auto-tune en algunas partes, diciendo que Danny y Tom «saben cantar perfectamente y no necesitan de esos artificios que varias bandas pop usan». Fianlizó declarando que «Above the Noise tal vez es un cambio bienvenido, [...] pero prefiero escuchar Room on the 3rd Floor y Wonderland para recordar a la banda pop que eran y que desearía secretamente que aún fuesen». En Virgin Media, Johnny Dee afirmó que «Above the Noise tiene una sonoridad madura que a veces resulta en un loco encuentro de Duran Duran con Muse para completar el clímax de la ópera rock War of the Worlds, como puede ser visto en la primera canción 'End of the World'». Elogió «Shine a Light», pero se lamenta de que por desgracia, el resto del álbum esté lleno «de emo-pop, que parece inspirado en la saga Crepúsculo, «Nowhere Left to Run» y anticuadas baladas rock como «I Need a Woman». En una crítica negativa, Holly Moly llegó a la conclusión de que «el quinto álbum de McFly suena como el tercer disco de una boyband a la que ya le había ido mal con el segundo. Verdaderamente horrible».

## Lista de canciones
La lista de canciones fue revelada cuando el álbum estuvo disponible para su reserva en Amazon.

| Above the Noise (Island 2756203) |                                       | |                                        |          |  |
| N.º                              | Título                                | Escritor(es)                                                                                            | Productor(es)                          | Duración |  |
| 1.                               | «End of the World»                    | Tom Fletcher, Dougie Poynter, Danny Jones, Dallas Austin, Jeff Wayne                                    | Dallas Austin                          | 4:02     |  |
| 2.                               | «Party Girl»                          | Dallas Austin, Tom Fletcher, Dougie Poynter, Danny Jones                                                | Dallas Austin, Jason Perry             | 3:11     |  |
| 3.                               | «iF U C Kate»                         | Dallas Austin, Taio Cruz, Alan Nglish, J C Chasez                                                       | Dallas Austin                          | 3:38     |  |
| 4.                               | «Shine a Light» (featuring Taio Cruz) | Tom Fletcher, Danny Jones, Taio Cruz                                                                    | Taio Cruz, Alan Nglish                 | 3:39     |  |
| 5.                               | «I'll Be Your Man»                    | Tom Fletcher, Danny Jones, Dallas Austin                                                                | Dallas Austin                          | 4:15     |  |
| 6.                               | «Nowhere Left to Run»                 | Tom Fletcher, Danny Jones, Dougie Poynter, Taio Cruz                                                    | Alan Nglish, Taio Cruz, Jason Perry    | 3:23     |  |
| 7.                               | «I Need a Woman»                      | Tom Fletcher, Danny Jones, Dougie Poynter, Robbie Williams, Guy Chambers, Smokey Robinson, Ronald White | Dallas Austin                          | 3:59     |  |
| 8.                               | «That's The Truth»                    | Dallas Austin, Tom Fletcher, Danny Jones, Dougie Poynter, Harry Judd                                    | Dallas Austin, Jason Perry, Adam Noble | 3:52     |  |
| 9.                               | «Take Me There»                       | Dallas Austin, Tom Fletcher, Danny Jones, Dougie Poynter, Harry Judd                                    | Dallas Austin                          | 3:43     |  |
| 10.                              | «This Song»                           | Tom Fletcher, Danny Jones                                                                               | Dallas Austin                          | 4:07     |  |
| 11.                              | «Foolish»                             | Dallas Austin, Naz Tokio, Tom Fletcher, Danny Jones                                                     | Dallas Austin, Naz Tokio               | 4:24     |  |
| 42:12                            |                                       | |                                        |          |  |

| ASDA Bonus DVD: Behind the Noise |                                 |          |  |
| N.º                              | Título                          | Duración |  |
| 1.                               | «Behind the Noise» (documental) | 30:00    |  |
| 2.                               | «Party Girl» (videoclip)        | 4:08     |  |
| 3.                               | «Shine a Light» (videoclip)     | 3:45     |  |

| Japanese Edition |                                  | |                                        |          |  |
| N.º              | Título                           | Escritor(es)                                                                                            | Productor(es)                          | Duración |  |
| 1.               | «End of the World»               | Tom Fletcher, Dougie Poynter, Danny Jones, Dallas Austin, Jeff Wayne                                    | Dallas Austin                          | 4:02     |  |
| 2.               | «Party Girl»                     | Dallas Austin, Tom Fletcher, Dougie Poynter, Danny Jones                                                | Dallas Austin, Jason Perry             | 3:11     |  |
| 3.               | «Kate*»                          | Dallas Austin, Taio Cruz, Alan Nglish, J C Chasez                                                       | Dallas Austin                          | 3:38     |  |
| 4.               | «Shine a Light»                  | Tom Fletcher, Danny Jones, Taio Cruz                                                                    | Alan Nglish                            | 3:55     |  |
| 5.               | «I'll Be Your Man»               | Tom Fletcher, Danny Jones, Dallas Austin                                                                | Dallas Austin                          | 4:15     |  |
| 6.               | «Hotel On a Hill» (Interlude)    | Tom Fletcher                                                                                            | Tom Fletcher                           | 1:29     |  |
| 7.               | «Nowhere Left to Run»            | Tom Fletcher, Danny Jones, Dougie Poynter, Taio Cruz                                                    | Alan Nglish, Taio Cruz, Jason Perry    | 3:23     |  |
| 8.               | «I Need a Woman»                 | Tom Fletcher, Danny Jones, Dougie Poynter, Robbie Williams, Guy Chambers, Smokey Robinson, Ronald White | Dallas Austin                          | 3:59     |  |
| 9.               | «Sunny Side of the Street»       | Tom Fletcher, Danny Jones                                                                               | Tom Fletcher                           | 3:14     |  |
| 10.              | «That's the Truth»               | Dallas Austin, Tom Fletcher, Danny Jones, Dougie Poynter, Harry Judd                                    | Dallas Austin, Jason Perry, Adam Noble | 3:52     |  |
| 11.              | «Take Me There»                  | Dallas Austin, Tom Fletcher, Danny Jones, Dougie Poynter, Harry Judd                                    | Dallas Austin                          | 3:43     |  |
| 12.              | «This Song»                      | Tom Fletcher, Danny Jones                                                                               | Dallas Austin                          | 4:07     |  |
| 13.              | «Foolish»                        | Dallas Austin, Naz Tokio, Tom Fletcher, Danny Jones                                                     | Dallas Austin, Naz Tokio               | 4:24     |  |
| 14.              | «I'll Be Your Man» (Acoustic)    | Tom Fletcher, Danny Jones, Dallas Austin                                                                | Dallas Austin                          | 4:42     |  |
| 15.              | «Party Girl» (Danny Jones Remix) | Danny Jones, Tom Fletcher, Dallas Austin                                                                | Dallas Austin                          | 5:00     |  |

## Posicionamiento en las listas de ventas
En el Reino Unido, Above the Noise debutó en el número #20 con 17.662 copias vendidas en la primera semana, y hacia final de año de convirtió en disco de oro, con ventas por encima de 60.000 copias. Desde su publicación el álbum ha vendido más de 81.000 en el Reino Unido. El álbum tuvo mayor éxito en la UK Albums Download Chart, alcanzando el puesto #7. En Escocia alcanzó el puesto #20 también, y el #70 en Irlanda. En España, Above the Noise se convirtió en el primer álbum de la banda en alcanzar un mejor puesto que en el Reino Unido; posicionándose en el número #15.
| Lista de ventas (2010)  | Posición más alta |
| ----------------------- | ----------------- |
| European Top 100 Albums | 41                |
| Irish Albums Chart      | 79                |
| Mexico Albums Top 100   | 100               |
| Scottish Albums Chart   | 20                |
| South Korea (GAON)      | 17                |
| Spain Albums Top 100    | 15                |
| UK Album Downloads      | 7                 |
| UK Albums Chart         | 20                |

### Certificaciones
| País        | Proveedor | Certificaciones (umbrales de ventas) |
| ----------- | --------- | ------------------------------------ |
| Reino Unido | BPI       | Oro                                  |

## Historial de publicación
| País                             | Fecha                   | Discográfica   | Formato              |
| -------------------------------- | ----------------------- | -------------- | -------------------- |
| Irlanda                          | 12 de noviembre de 2010 | Island Records | CD, Descarga digital |
| Reino Unido (+ Behind The Noise) | 15 de noviembre de 2010 | Island Records | CD, Descarga digital |
| Unión Europea                    | 15 de noviembre de 2010 | Island Records | CD, Descarga digital |
| España                           | 16 de noviembre de 2010 | Island Records | CD, Descarga digital |
| Portugal                         | 16 de noviembre de 2010 | Island Records | CD, Descarga digital |
| Alemania                         | 18 de noviembre de 2010 | Island Records | CD, Descarga digital |
| México                           | 22 de noviembre de 2010 | Island Records | CD, Descarga digital |
| Brasil                           | 30 de noviembre de 2010 | Island Records | CD, Descarga digital |
| Australia                        | 10 de diciembre de 2010 | Island Records | CD, Descarga digital |
| Japón                            | 20 de marzo de 2011     | Island Records | CD, Descarga digital |

## Personal
- Danny Jones – guitarra, voz principal, coros
- Tom Fletcher – guitarra, voz principal, coros
- Harry Judd – batería, percusión
- Dougie Poynter – bajo, coros
- Dallas Austin – productor, productor ejecutivo, teclado (excepto en la pista 4), sintetizador
- Jason Perry – productor, producer ejecutivo, batería (en pistas 2,6,8), guitarra (en pistas 2,6)
- Mike Hartnett – bajo, batería (sólo en pista 3)
- Tony Reyes – guitarra en pista 3
- Taio Cruz – voz, sintetizador, teclado, productor
- Alan Nglish – productor
- Nels Israelson – fotografía
- Robert Orton – mezcla audio
- Serban Ghenea – mezcla audio (sólo en pista 4)